# Michael Zigomanis
Michael Zigomanis, (né le 17 janvier 1981 à North York en Ontario au Canada) est un joueur professionnel canadien de hockey sur glace. Il est le cousin de Thomas Kiriakou.

## Carrière
Zigomanis commence sa carrière en jouant pour les Frontenacs de Kingston de la ligue junior de l'Ontario, dans la Ligue de hockey de l'Ontario en 1997. Deux ans plus tard, il est choisi lors du repêchage d'entrée dans la Ligue nationale de hockey par les Sabres de Buffalo en tant que 64e joueur de la draft. Il ne parvient pas pour autant à s'entendre avec les Sabres et reste jouer dans la LHO.
Lors de cette saison 1999-2000, il est reconnu pour son état d'esprit et reçoit le trophée William-Hanley célébrant cet état d'esprit. Finalement, il se représente une nouvelle fois pour un repêchage en 2001 après quatre saisons dans la LHO. Il est choisi cette fois par les Hurricanes de la Caroline en tant que 46e joueur, le second choix de l'équipe après Igor Knyazev et Zigomanis parvient enfin à trouver un accord avec une franchise de la LNH. Il est alors affecté à l'équipe de la Ligue américaine de hockey affiliée à celle de la Caroline, les Lock Monsters de Lowell.
Il représente le Canada lors du championnat du monde junior 2001 et il remporte la médaille de bronze. En club, il ne parvient pas à se faire une place dans l'effectif de la LNH et en janvier 2006, il rejoint les Blues de Saint-Louis mais encore une fois passe plus de temps avec l'équipe de la LAH affiliée, les Rivermen de Peoria, et il change une nouvelle fois d'équipe lors de la saison suivante et signe en tant qu'agent libre avec les Coyotes de Phoenix en juillet 2006. Il rejoint les Penguins en retour de considérations futures avant le début de la saison 2008-2009.
Il se blesse en début de saison et ne joue que 22 parties avec en tout six points, dont deux buts. À la fin de la saison, Les Penguins gagnent la Coupe Stanley et il tout de même a son nom gravé sur celle-ci.
Le 2 juillet 2010, après une saison avec le Djurgårdens IF de la Elitserien en Suède, il signe comme agent libre avec les Maple Leafs de Toronto.

## Statistiques

### Statistiques en club
| Saison     | Équipe                    | Ligue      |     | Saison régulière | Saison régulière | Saison régulière | Saison régulière | Saison régulière |   | Séries éliminatoires | Séries éliminatoires | Séries éliminatoires | Séries éliminatoires | Séries éliminatoires |
| Saison     | Équipe                    | Ligue      | PJ  | B                | A                | Pts              | Pun              | PJ               | B | A                    | Pts                  | Pun                  |                      |                      |
| 1997-1998  | Frontenacs de Kingston    | LHO        | 62  | 23               | 51               | 74               | 30               | 12               | 1 | 6                    | 7                    | 2                    |                      |                      |
| 1998-1999  | Frontenacs de Kingston    | LHO        | 67  | 29               | 56               | 85               | 36               | 5                | 1 | 7                    | 8                    | 2                    |                      |                      |
| 1999-2000  | Frontenacs de Kingston    | LHO        | 59  | 40               | 54               | 94               | 49               | 5                | 0 | 4                    | 4                    | 0                    |                      |                      |
| 2000-2001  | Frontenacs de Kingston    | LHO        | 52  | 40               | 37               | 77               | 44               | -                | - | -                    | -                    | -                    |                      |                      |
| 2001-2002  | Lock Monsters de Lowell   | LAH        | 79  | 18               | 30               | 48               | 24               | 5                | 1 | 1                    | 2                    | 2                    |                      |                      |
| 2002-2003  | Lock Monsters de Lowell   | LAH        | 38  | 13               | 18               | 31               | 19               | -                | - | -                    | -                    | -                    |                      |                      |
| 2002-2003  | Hurricanes de la Caroline | LNH        | 19  | 2                | 1                | 3                | 0                | -                | - | -                    | -                    | -                    |                      |                      |
| 2003-2004  | Lock Monsters de Lowell   | LAH        | 61  | 17               | 35               | 52               | 56               | -                | - | -                    | -                    | -                    |                      |                      |
| 2003-2004  | Hurricanes de la Caroline | LNH        | 17  | 0                | 3                | 3                | 2                | -                | - | -                    | -                    | -                    |                      |                      |
| 2004-2005  | Lock Monsters de Lowell   | LAH        | 76  | 29               | 31               | 60               | 71               | 11               | 4 | 7                    | 11                   | 8                    |                      |                      |
| 2005-2006  | Hurricanes de la Caroline | LNH        | 21  | 1                | 0                | 1                | 4                | -                | - | -                    | -                    | -                    |                      |                      |
| 2005-2006  | Lock Monsters de Lowell   | LAH        | 11  | 6                | 7                | 13               | 19               | -                | - | -                    | -                    | -                    |                      |                      |
| 2005-2006  | Blues de Saint-Louis      | LNH        | 2   | 0                | 0                | 0                | 0                | -                | - | -                    | -                    | -                    |                      |                      |
| 2005-2006  | Rivermen de Peoria        | LAH        | 28  | 10               | 18               | 28               | 16               | 4                | 2 | 4                    | 6                    | 6                    |                      |                      |
| 2006-2007  | Coyotes de Phoenix        | LNH        | 75  | 14               | 9                | 23               | 46               | -                | - | -                    | -                    | -                    |                      |                      |
| 2007-2008  | Coyotes de Phoenix        | LNH        | 33  | 2                | 1                | 3                | 6                | -                | - | -                    | -                    | -                    |                      |                      |
| 2007-2008  | Rampage de San Antonio    | LAH        | 27  | 10               | 15               | 25               | 14               | 7                | 0 | 5                    | 5                    | 10                   |                      |                      |
| 2008-2009  | Penguins de Pittsburgh    | LNH        | 22  | 2                | 4                | 6                | 27               | -                | - | -                    | -                    | -                    |                      |                      |
| 2009-2010  | Marlies de Toronto        | LAH        | 7   | 0                | 13               | 13               | 0                | -                | - | -                    | -                    | -                    |                      |                      |
| 2009-2010  | Djurgårdens IF            | Elitserien | 27  | 4                | 7                | 11               | 12               | -                | - | -                    | -                    | -                    |                      |                      |
| 2010-2011  | Maple Leafs de Toronto    | LNH        | 8   | 0                | 1                | 1                | 4                | -                | - | -                    | -                    | -                    |                      |                      |
| 2010-2011  | Marlies de Toronto        | LAH        | 64  | 14               | 33               | 47               | 66               | -                | - | -                    | -                    | -                    |                      |                      |
| 2011-2012  | Marlies de Toronto        | LAH        | 68  | 19               | 42               | 61               | 52               | 13               | 4 | 2                    | 6                    | 10                   |                      |                      |
| 2012-2013  | Marlies de Toronto        | LAH        | 65  | 7                | 28               | 35               | 42               | 9                | 2 | 7                    | 9                    | 8                    |                      |                      |
| 2013-2014  | Americans de Rochester    | LAH        | 50  | 12               | 17               | 29               | 32               | -                | - | -                    | -                    | -                    |                      |                      |
| Totaux LNH | Totaux LNH                | Totaux LNH | 197 | 21               | 19               | 40               | 85               | -                | - | -                    | -                    | -                    |                      |                      |

### Statistiques en équipe nationale
| Année | Évènement                   |   | PJ | B | A | Pts | Pun | +/-                |  | Résultat |
| 2001  | Championnat du monde junior | 7 | 2  | 2 | 4 | 0   | +5  | Médaille de bronze |  |          |